# Часовня Святого Иоанна Рыльского

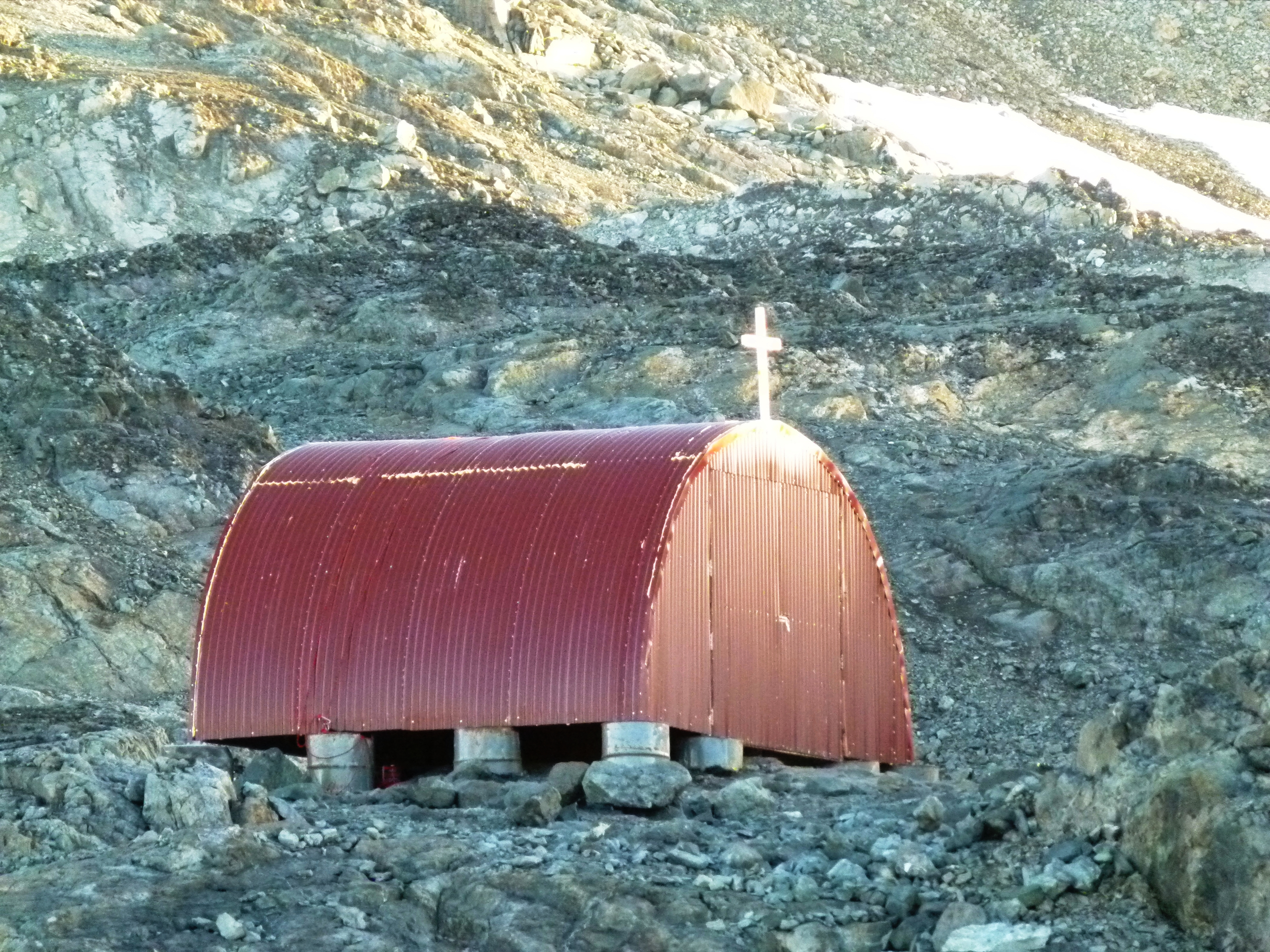
Новое помещение часовни, построенное в 2012 году

Часовня святого Иоанна Рыльского (болг. Параклис Свети Иван Рилски) — часовня Болгарской православной церкви, находящаяся на болгарской антарктической станции «Святой Климент Охридский», расположенной на острове Ливингстон.

## История
Идея строительства часовни, которая получила имя небесного покровителя болгар святого Иоанна Рыльского, выдвинута фондом «2000 лет Рождества Христова» при содействии болгар, работавших в Антарктиде. Их научный сезон начинается в начале зимы и заканчивается после наступления весны в Северном полушарии. В это время на базе работают от 12 до 15 человек: геологов, биологов, врачей, метеорологов, ботаников и других специалистов.
Три камня в основание здания были заложены 9 декабря 2001 года диаконом Любомиром Братоевым. К возведению часовни решено было приступить в ноябре 2002 года.
Освящение часовни состоялось 9 февраля 2003 года.
Колокол часовни был пожертвован экс-вице-премьером Болгарии Николой Васильевым, который работал в качестве врача на болгарской базе в сезоне 1993/1994. Крест на крыше был подарен болгарским художником Дичо Капушевым. В часовне находится икона Иисуса Христа Жениха, написанная болгарским художником Георгием Димовым, и икона святого Иоанна Рыльского, подаренная президентом Болгарии Георгием Пырвановым, который посетил часовню и зажег свечу 15 января 2005 года.
Вследствие глобального потепления часовня вскоре оказалась погребена под трехмётровым слоем снега, а затем разрушена из-за движения ледника.
Поэтому в 2012 году новое строительство было начато на скальном фундаменте. К концу 2015 года в маленькой часовне, в которой температура летом не поднимается выше нуля градусов, утеплены стены, установлена церковная утварь и витражи. В декабре 2015 года митрополит Западно- и Среднеевропейский Антоний отслужил в патриаршем соборе Святого Александра Невского службу по болгарским исследователям Антарктики, которые отправятся на свою очередную исследовательскую миссию. Митрополит Антоний отметил, что работа учёных в таких условиях полна вызовов, требует много жертв и является свидетельством силы Божьей заповеди человеку исследовать тайны мира, созданного Им, и выразил надежду и готовность совершить освящение антарктического храма, если есть согласие Синода Болгарской православной церкви.